# Ekerö-Munsöleden

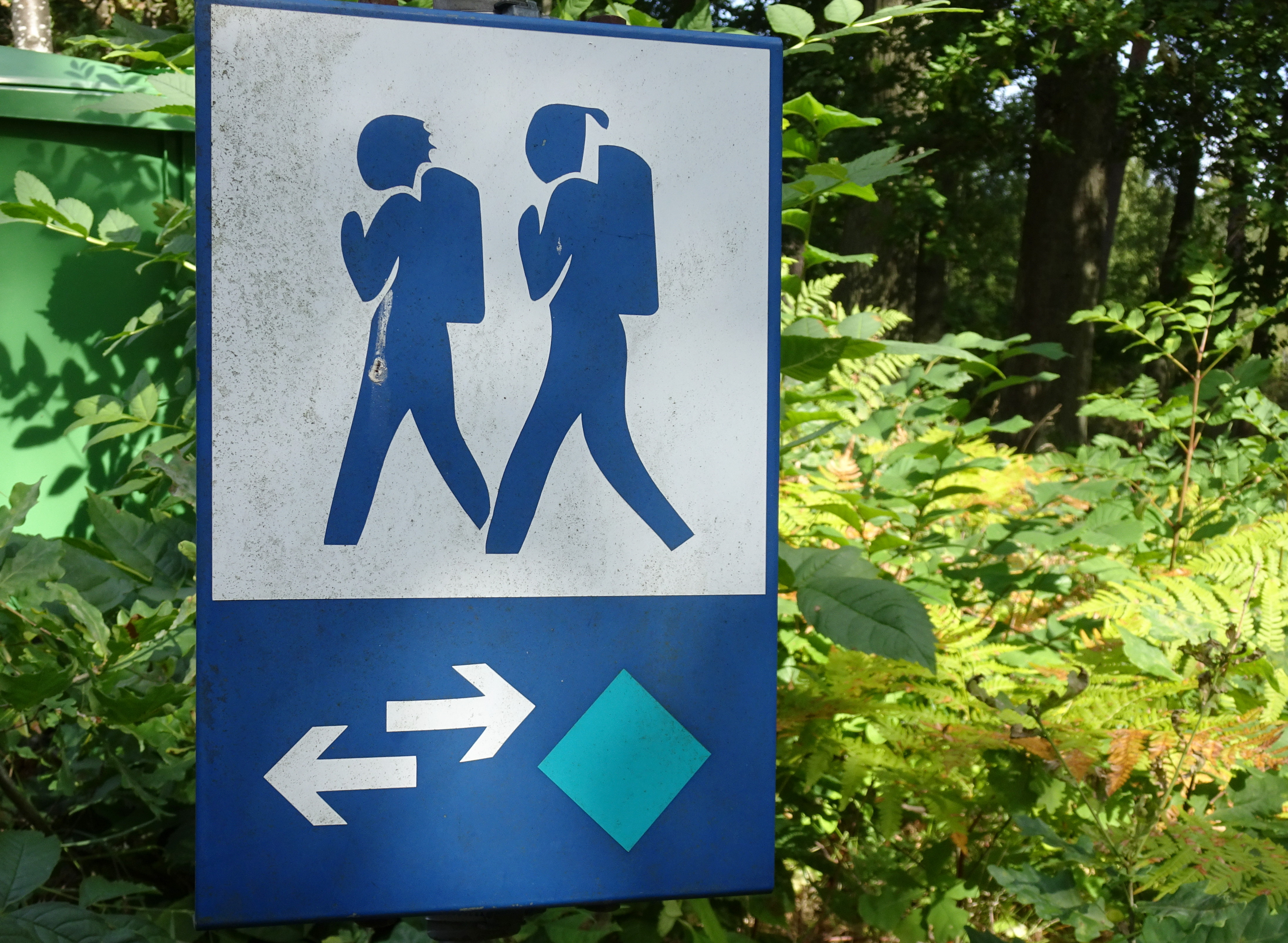
En av ledens markeringar.

Ekerö-Munsöleden är en cirka 38 kilometer lång vandrings- och promenadstig på Munsön och Ekerön i Ekerö kommun. Leden består av två delar där den södra (del 1) är 20 kilometer lång och den norra (del 2) 18 kilometer. På sin sträckning passerar den fyra naturreservat. Markeringarna utgörs av grönmålade brickor. Ansvariga för leden är Friluftsfrämjandet Mälaröarna.

## Ekerö-Munsöleden (del 1)

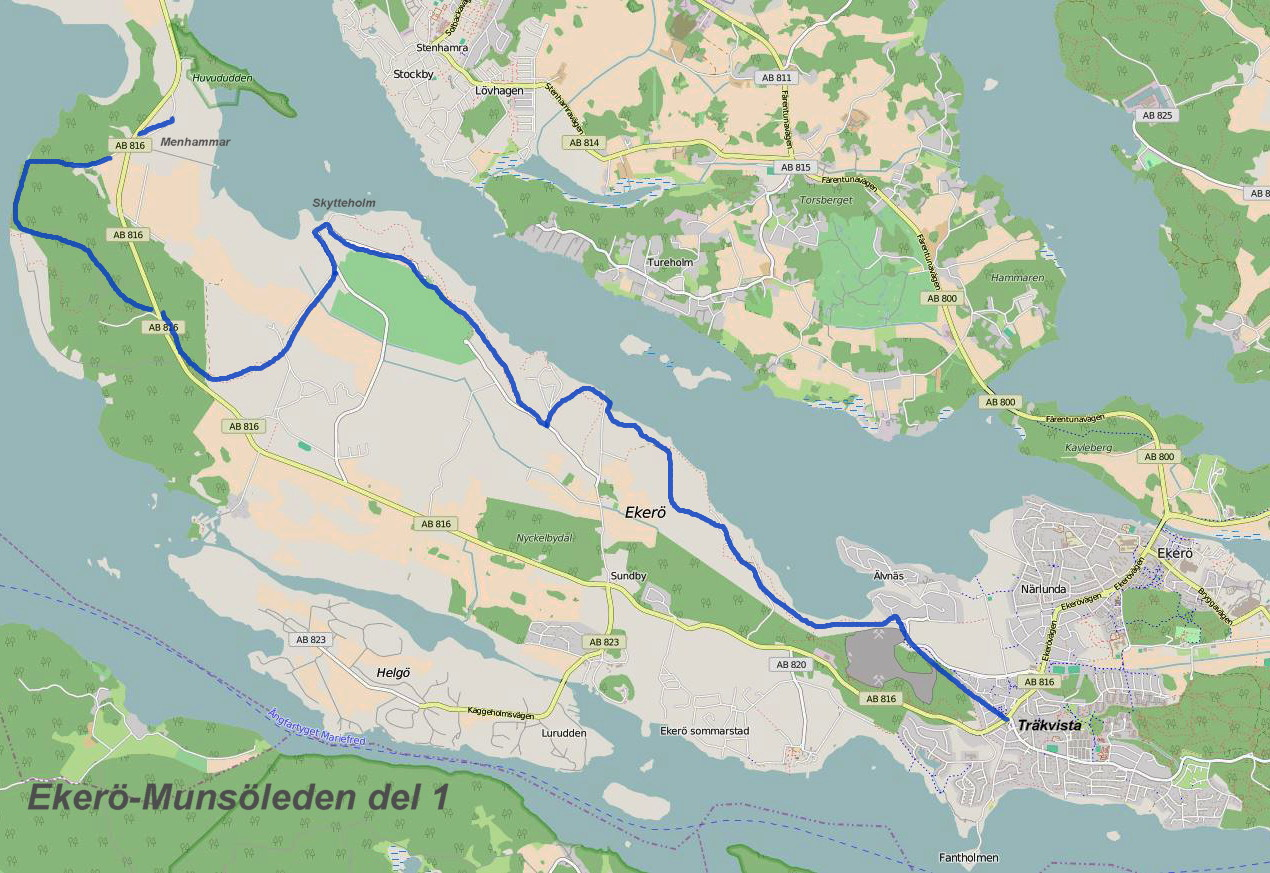
Ekerö-Munsöleden del 1.

Del 1 av leden sträcker sig från Träkvista i söder till Menhammar stuteri i norr.  Från Träkvista torg följer man leden på småvägar mot nordväst och Älvnäs och sedan längs Långtarmen mot norr. Mot öster har man fri sikt över Färingsös södra udde. Man vandrar på Uppsalaåsen med flera geologiskt intressanta lämningar, exempelvis väl utbildade dödisgropar som bildades av isblock som var inbäddade i åsen under slutfasen av senaste istiden för knappt 10 000 år sedan. När blocket smälte kvarlämnade den en grop efter sig. Ungefär 500 meter öster om Skytteholms herrgård finns en ovanlig stor dödisgrop som kallas Gropen.
Vandringen fortsätter mot Skytteholm ett vackert beläget tidigare säteri vid Långtarmen. I dag är Skytteholm en hotell- och konferensanläggning med en omfattande samling repliker av Carl Milles mest kända skulpturer. Ledens riktning vänder nu mot sydväst och man korsar ett stort, öppet gärde samt ett litet skogsparti som gränsar till Ekerövägen som man följer en kort bit mot norr. Ekerö-Munsöleden fortsätter sedan på västra sidan om Ekerövägen, på en byväg ner till Hovgårdsfjärden och sedan tillbaka till Menhammar stuteri med sin träningstravbana och sina hästhagar vars vita inhägnader präglar landskapsbilden. 
Sista biten av Ekerö-Munsöledens södra del går till Huvududdens naturreservat som inrättades år 1973. Här slutar leden, men det finns en strövstig som går på den 25 meter höga grusåsen kallad Huvududden vilken sträcker sig drygt 1 000 meter ut i Långtarmen. Från uddens yttersta spets har man en storslagen vy över Svartsjölandet, Långtarmen och Menhammarsviken. På vägen dit passerar man ett gravfält och ett röse från bronsåldern.

### Bilder (del 1)

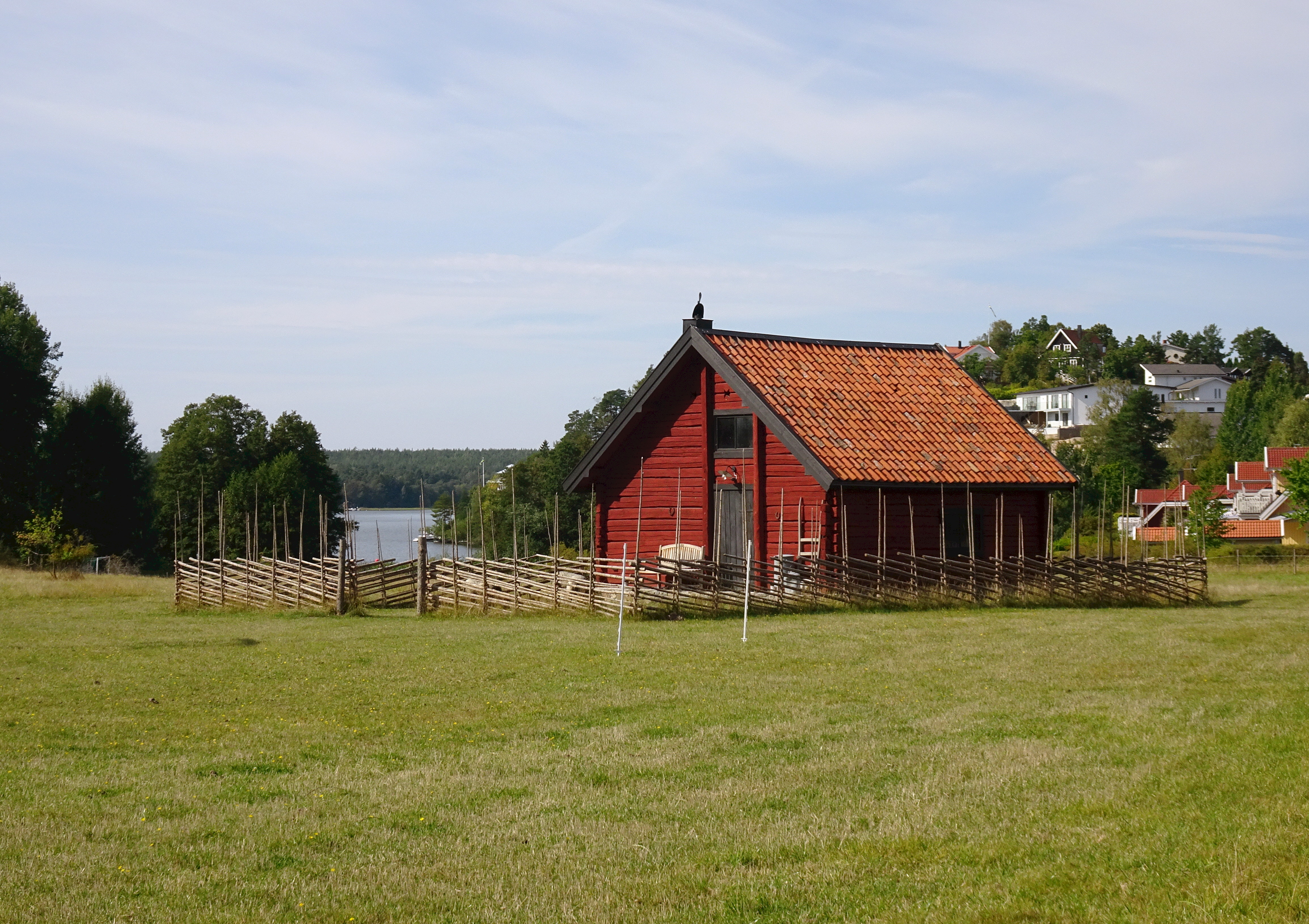
Älvnäs
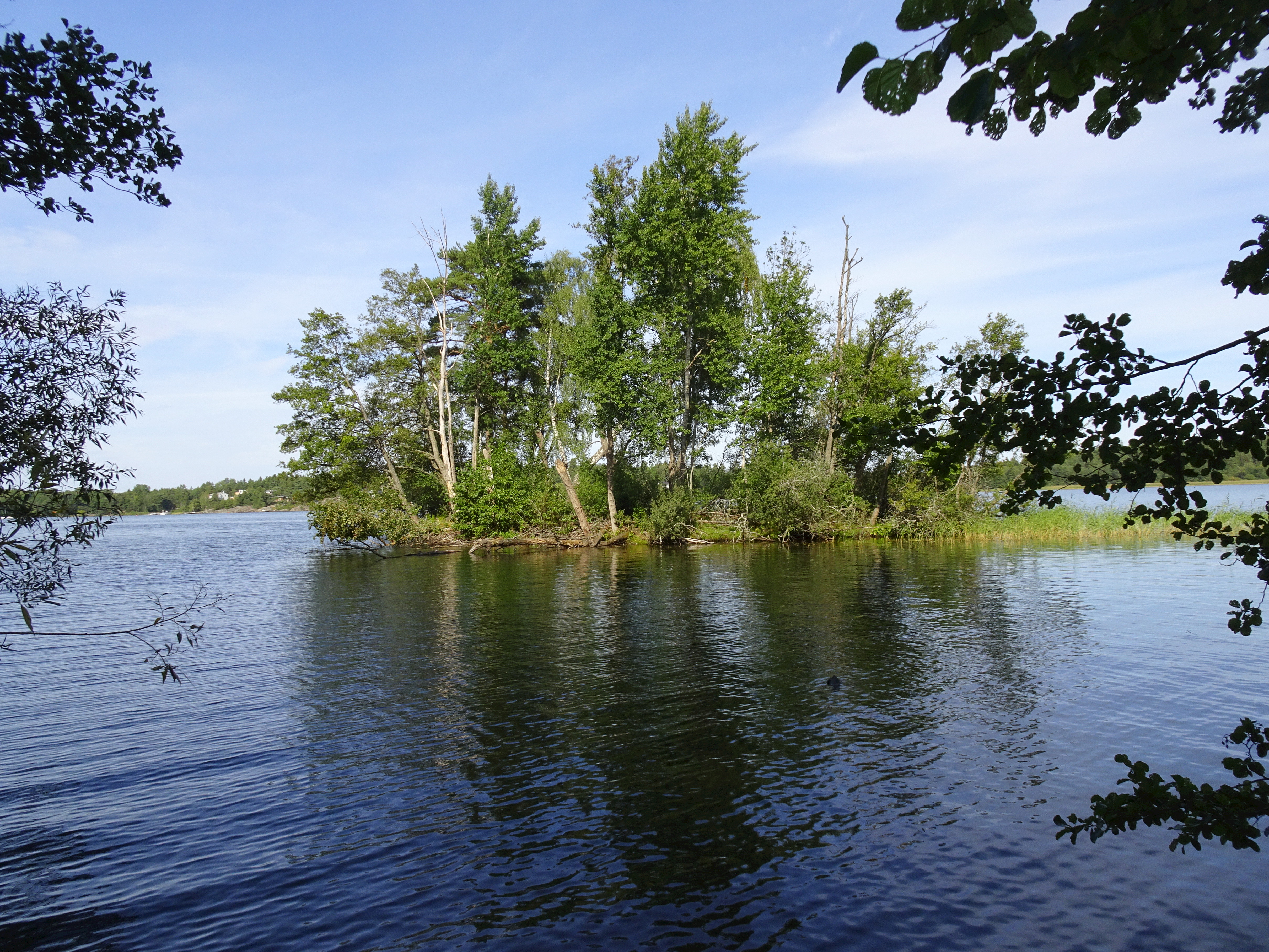
Långtarmen vid Skytteholm
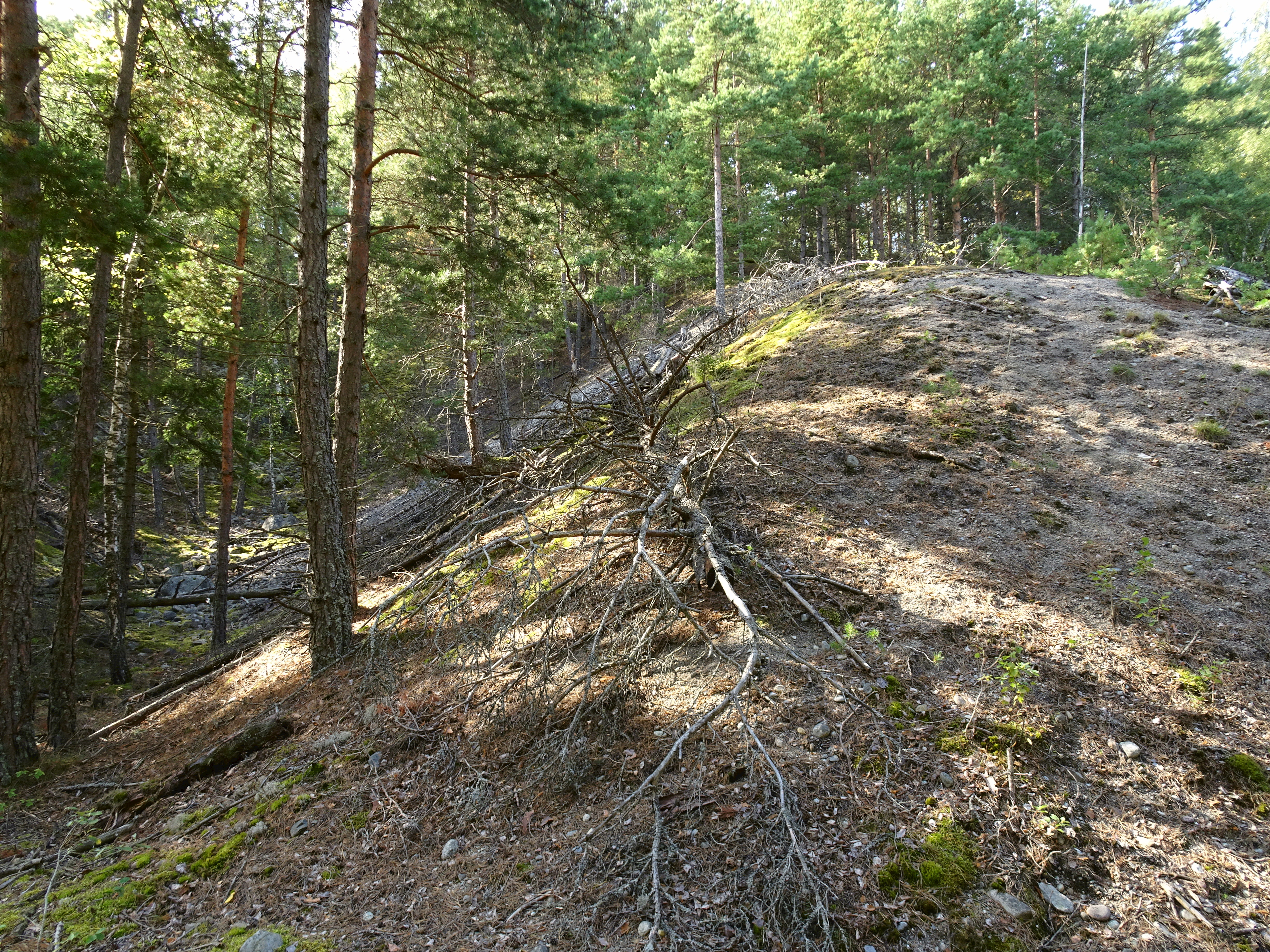
Gropen, Skytteholm
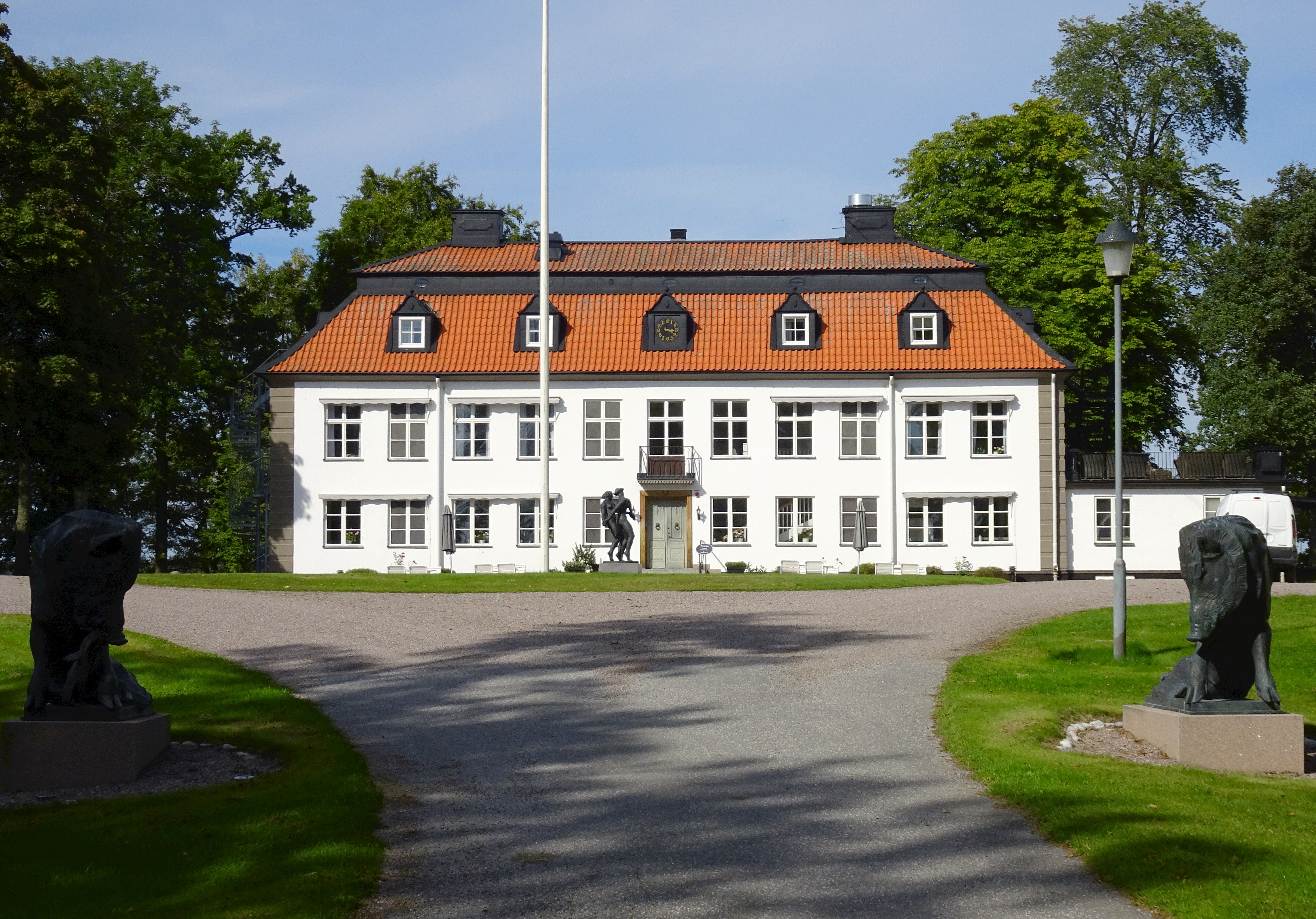
Skytteholms huvudbyggnad
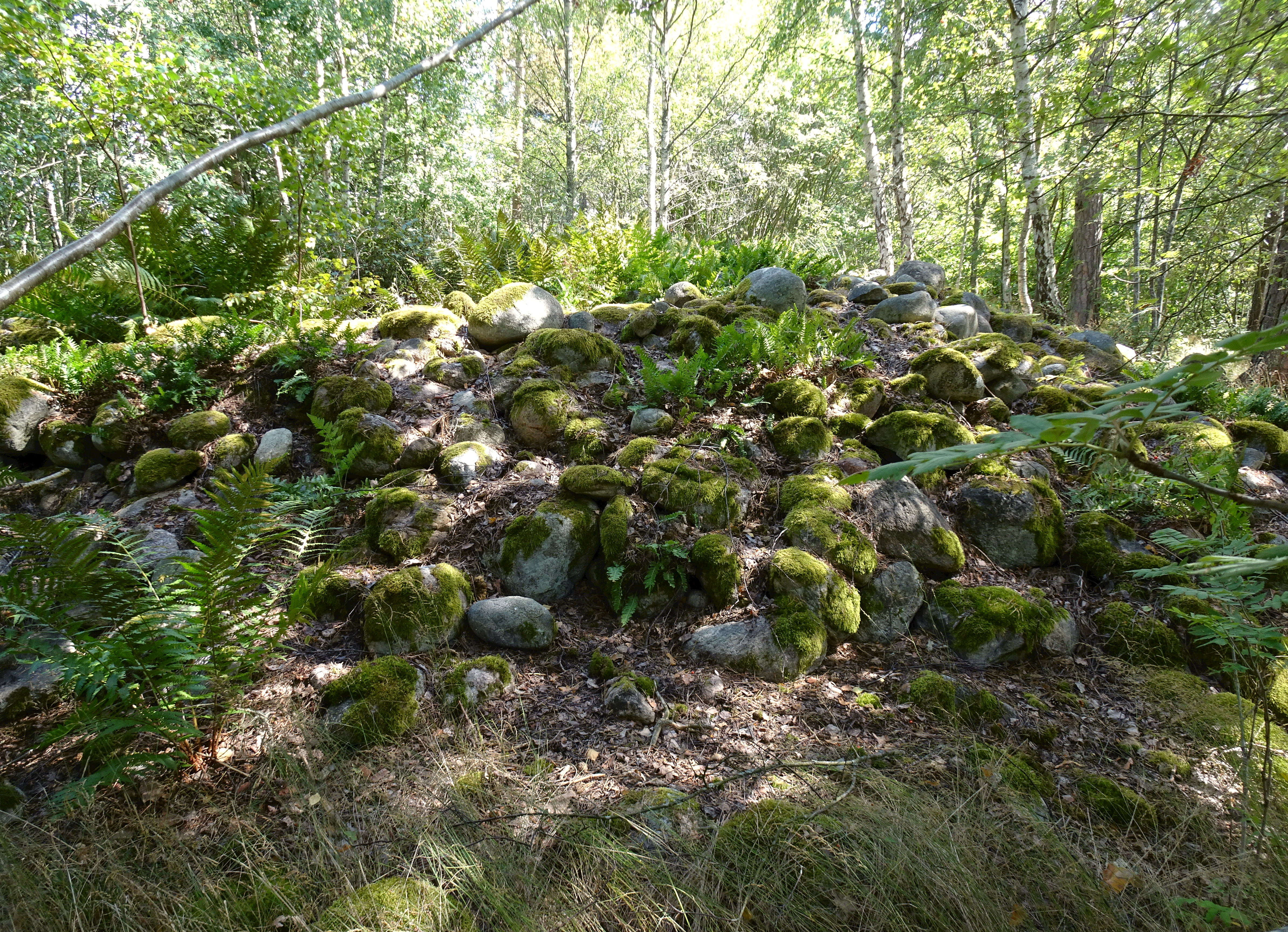
Röse i Huvududdens naturreservat
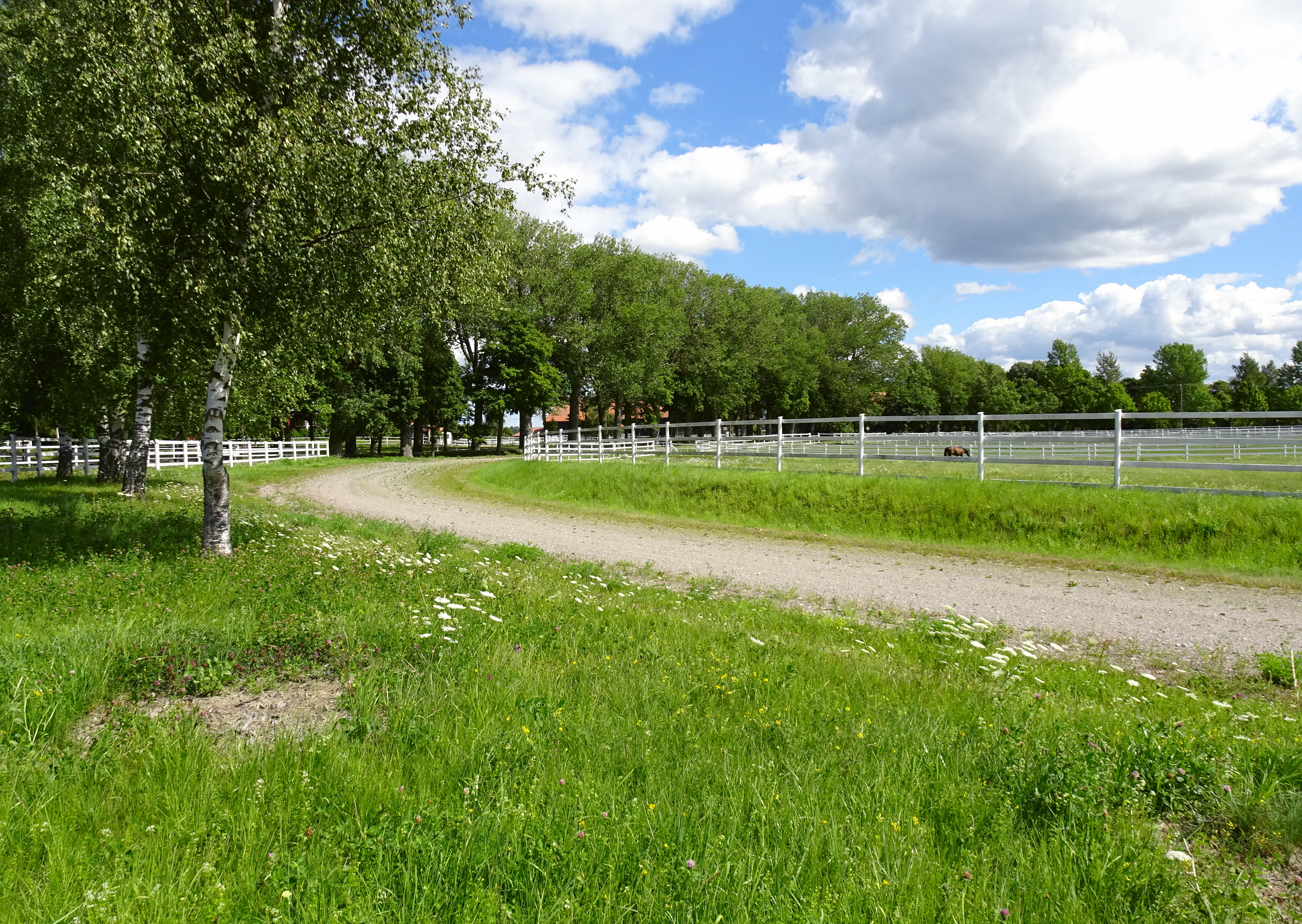
Menhammar stuteri

## Ekerö-Munsöleden (del 2)

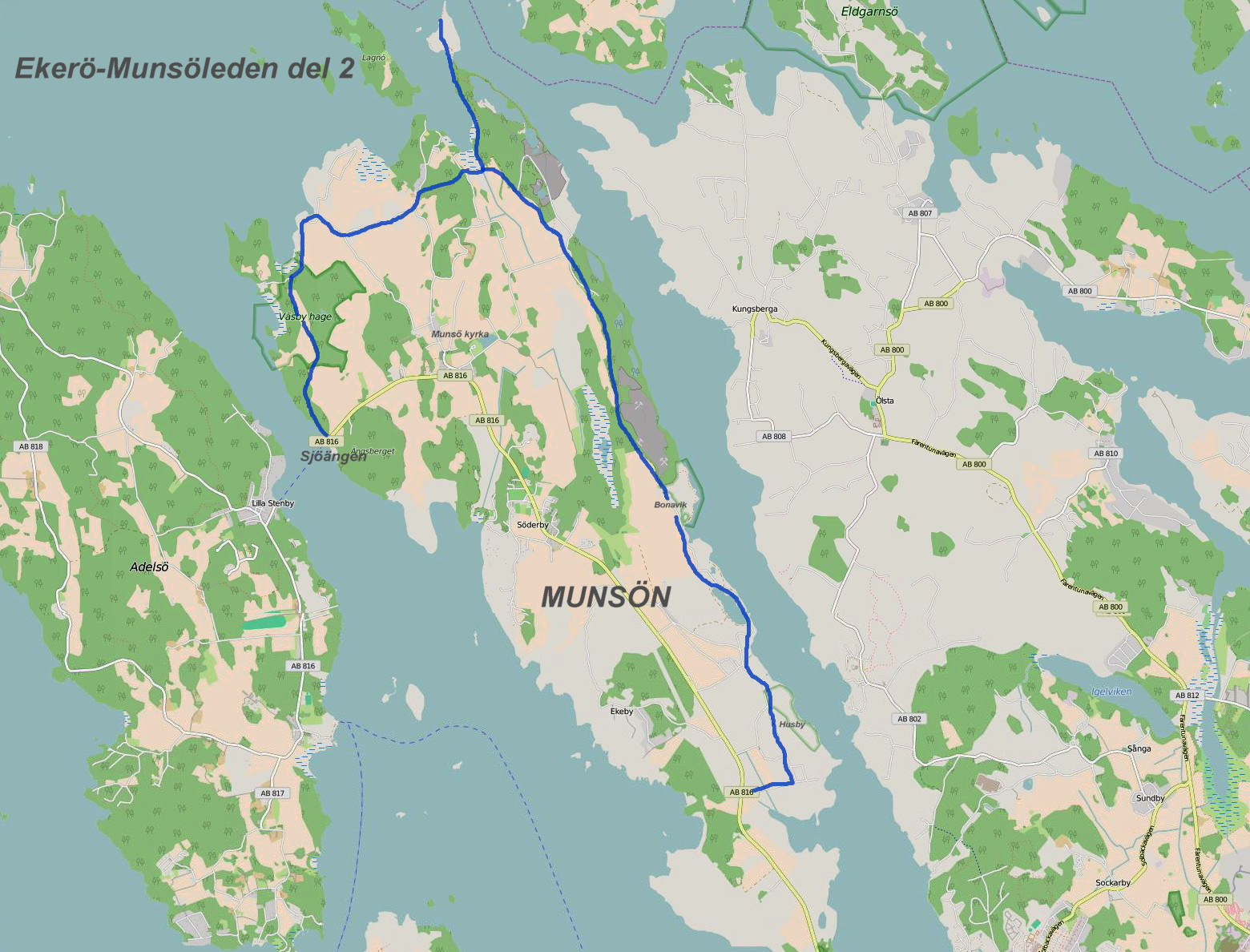
Ekerö-Munsöleden del 2.

Del 2 av leden sträcker sig från Kärsöns norra sida till färjeläget i Sjöängen med en avstickare till Malmhuvud som är Munsöns nordligaste udde. Vandringsleden sträcker sig längs med Munsöns östra sida och följer huvudsakligen Uppsalaåsen och Långtarmen mot norr. 
Första etappmål är Husby naturreservat som inrättades 1986. Vid norra reservatsgränsen återfinns Björn Järnsidas hög, en storhög från vendeltiden, det vill säga 550-800 e.Kr. Enligt sägnen ligger Björn Järnsida begravd i högen. Man vandrar nu på en gammal allé som heter Björn Järnsidas väg och som är Ekerövägens föregångare. På vänster hand (mot väster) står Husby gård med anor från 1281. Strax norr om Husby går leden på den smala åsen mellan Långtarmen och ett vattenfyllt grustag vilket kallas Blå lagunen på grund av sitt turkosfärjade vatten. Här finns en badplats med sandstrand.
Nästa etappmål är Bonaviks naturreservat. Mitt i området finns en åsgrop. Efter Bonavik följer en cirka fem kilometer lång vandring på skogsstigar och bruksvägar med blick över Munsöns vidsträckta kulturlandskap. Vid torpet Malmvik kan man välja att antingen fortsätter västerut eller att göra en cirka två kilometer lång avstickare norrut till ön Malmhuvud. På vägen dit passerar man Laxsjön, även den en tidigare, numera vattenfylld grustäkt som efterbehandlades och som är idag en omtyckt fiske- och badsjö. Här finns flera grillplatser och vindskydd.
Sista delen av Ekerö-Munsöleden går från Malmvik västerut, mot Svinsundet och genom Väsby hage naturreservat. Leden slutar/börjar i Sjöängens färjeläge. Där kan man ta buss 311 tillbaka till startpunkten i Träkvista.

### Bilder (del 2)

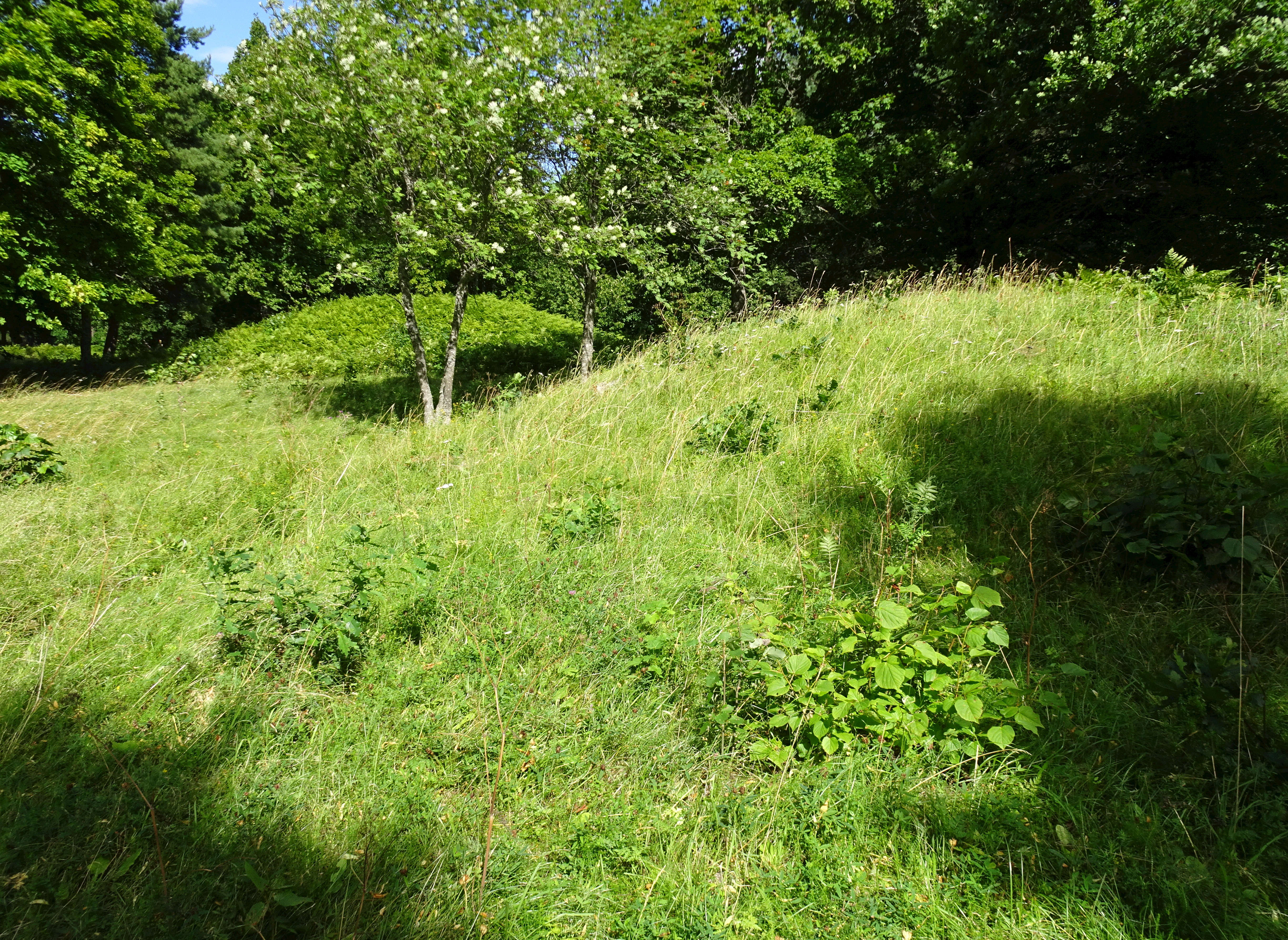
Björn Järnsidas hög
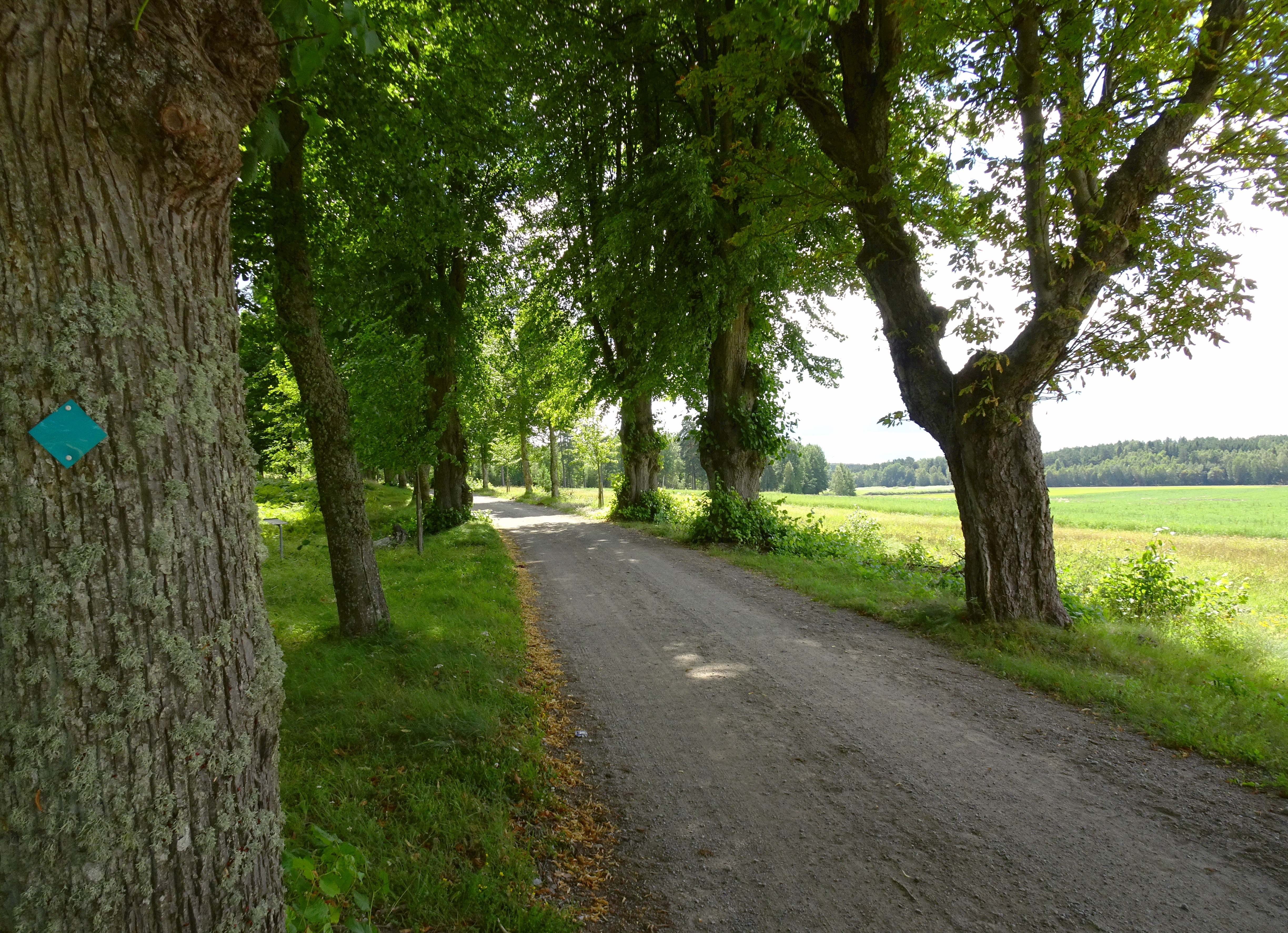
Björn Järnsidas väg vid Husby gård
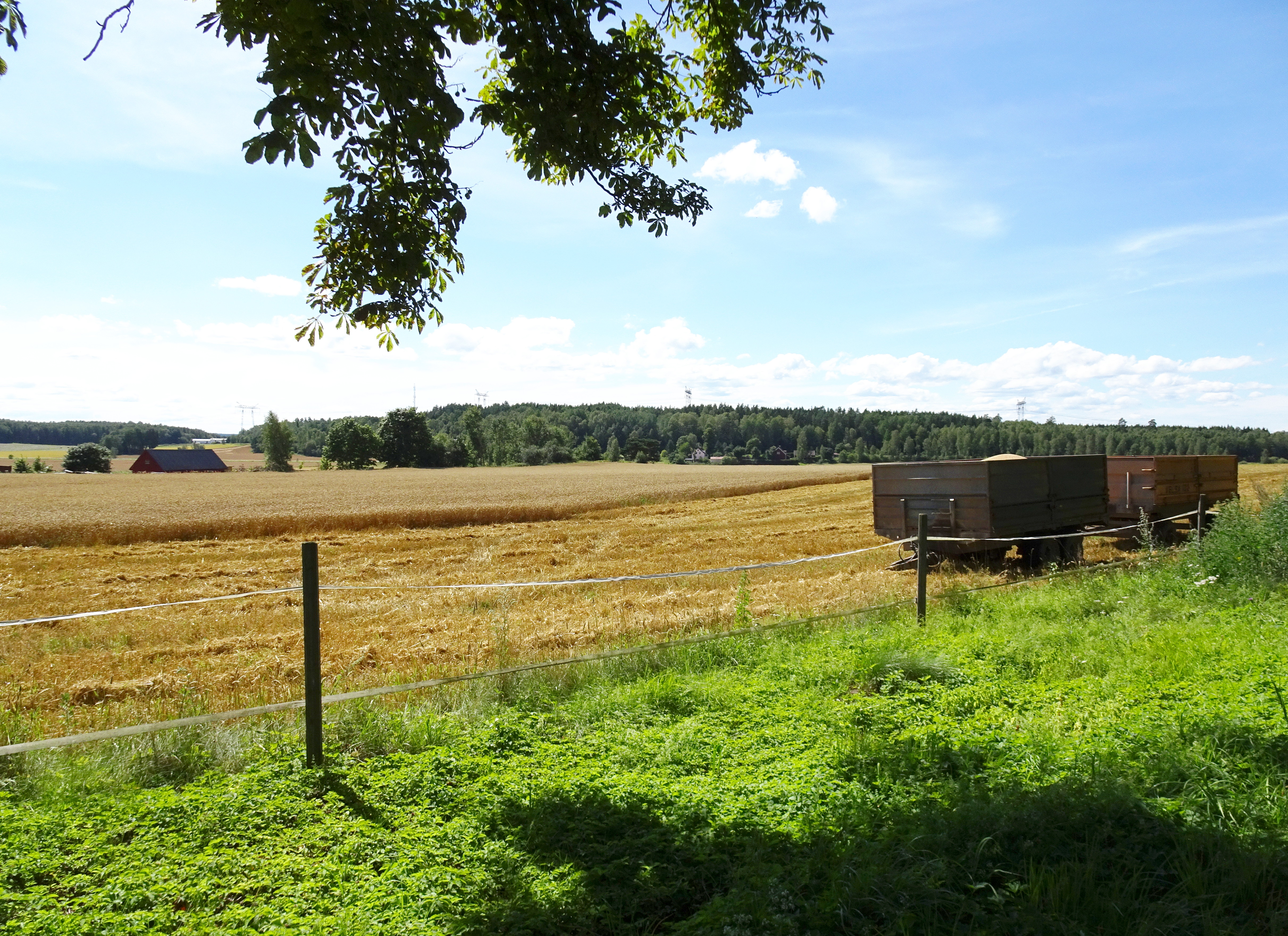
Kulturlandskapet på Munsön
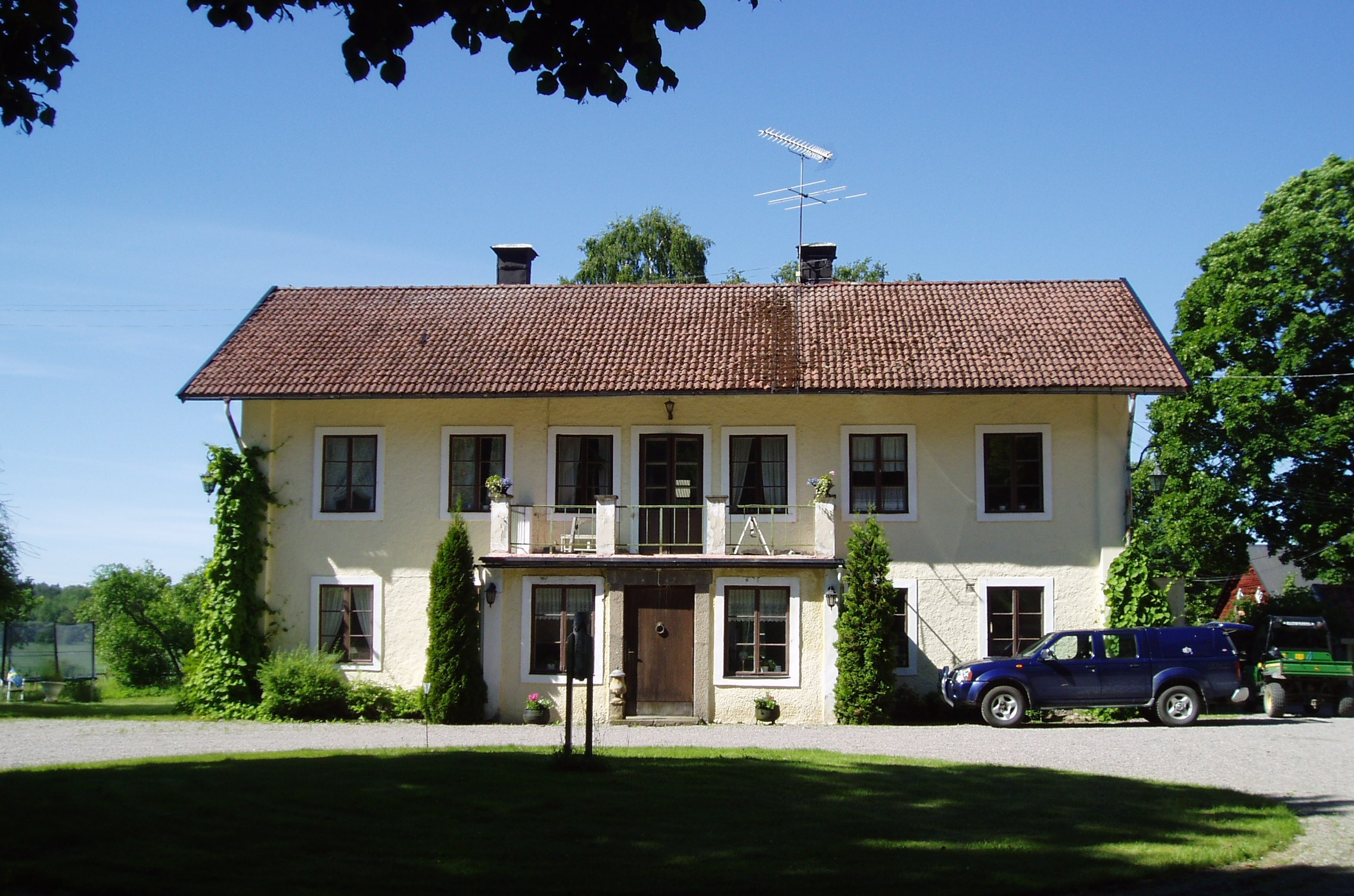
Husby gård huvudbyggnad
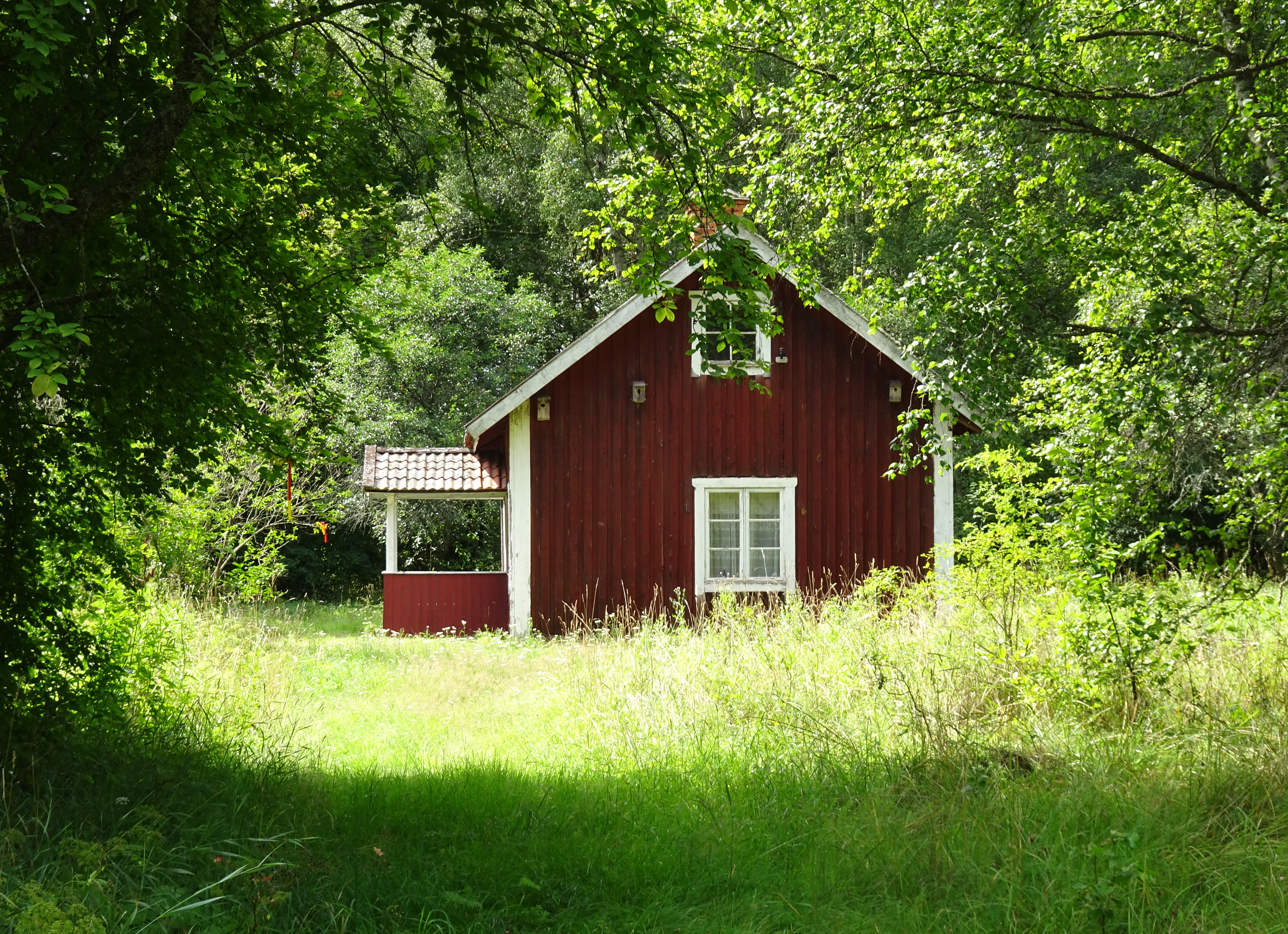
Torpet Malmvik
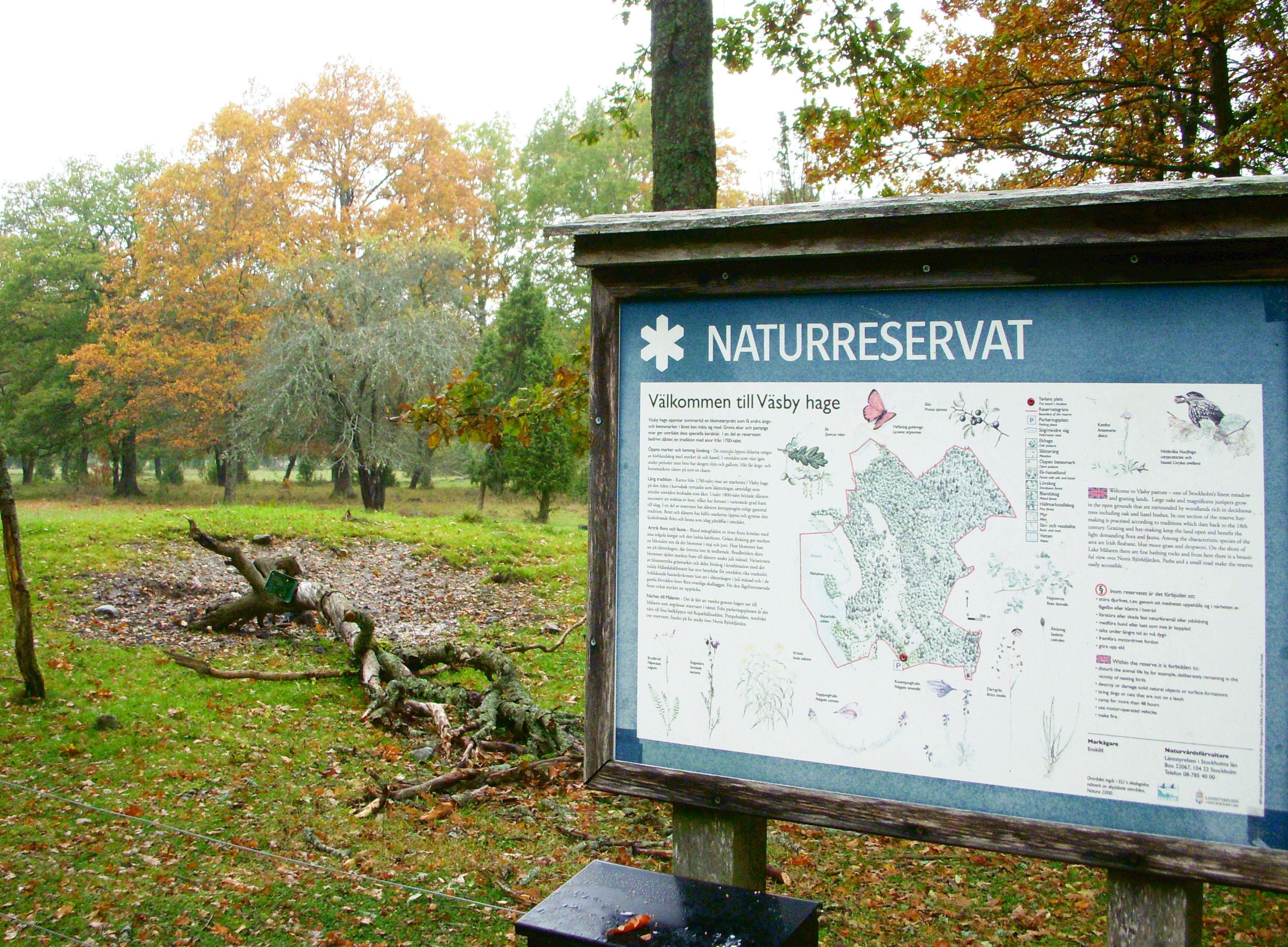
Väsby hage naturreservat